# Bernhard Schorhar
Bernhard Schorhar († 1409 oder 1410), bis 1399 häufig Bernd Merck, war von 1371 bis 1409 Bremer Ratsherr und ab 1394 Bremer Bürgermeister.

## Leben
Schorhar war ab 1371 fast vier Jahrzehnte lang Angehöriger des Rates der Stadt Bremen. Dieser Rat bezeugte 1387, dass die Ratsherren Bernd Schorhar, Johann Hemeling der Jüngere und Gerd Cornegel sowie der Bremer Bürger Hinrick de Frie vom Paulskloster auf fünfzig Jahre einen Kamp gepachtet hatten, um dort einen Weingarten anzulegen.
Die vier Ratsviertel der Stadt stellten reihum den regierenden Bürgermeister und die dazugehörigen Ratsherren. Dem 1. Ratsviertel von 1399 stand der Bürgermeister Johann Brand von 1396 vor, neuer Bürgermeister des ausscheidenden 2. Ratsviertels wurde Bernd Merck (Schorhar) aus dem Ratsdrittel von 1398. Der Bürgermeister von 1397, Reynwerd Dene, wurde im zweiten Halbjahr 1399 vereidigt. Seit einer Gesetzesänderung im Jahr 1398 wählten die fünf Ratsmänner des Ratsviertels, dessen Bürgermeister ausgeschieden war, aus der ganzen Wittheit denjenigen aus, den sie für geeignet hielten. Sie waren dabei nicht mehr an die Männer gebunden, die aus ihrem eigenen Ratsviertel stammten.
1404 begannen unter Leitung des Bürgermeisters Bernhard Schorhar und vor allem seines Amtskollegen Friedrich Wigger und von Hinrich von der Trupe, die Vorarbeiten zur Errichtung des neuen Rathauses.
Auf Schorhar folgte im 2. Halbjahr 1410 Johann Oldewage als Bürgermeister.